# Alter Botanischer Garten (Monachium)

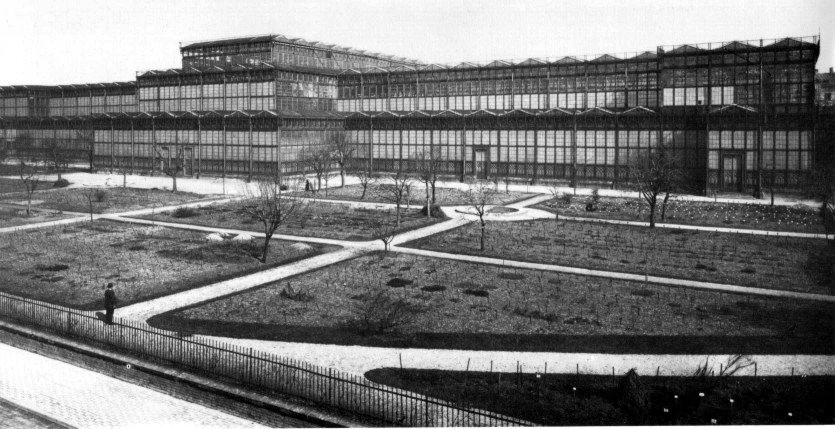
Glaspalast

Alter Botanischer Garten (tłum. „stary ogród botaniczny”) w Monachium – pierwszy ogród botaniczny w Monachium istniejący w latach 1812–1914, współcześnie park. 

## Historia
Pierwszy ogród botaniczny w Monachium został otwarty przez Bawarską Akademię Nauk w 1812 roku . Został ulokowany na zachód od Karlsplatz na powierzchni 5 hektarów . Projekt ogrodu na planie litery D wykonał Friedrich Ludwig von Sckell (1750–1823) . Pierwszym dyrektorem ogrodu został Franz de Paula von Schrank (1747–1835) . Schranka w prowadzeniu nowo założonego ogrodu wspierał od 1814 roku Carl Friedrich Philipp von Martius (1794–1868) , który w 1834 roku, po przejściu Schranka na emeryturę, objął stanowisko pierwszego dyrektora ogrodu botanicznego . W 1854 roku von Martius złożył funkcję w proteście przeciwko wzniesieniu na terenie ogrodu gmachu pałacu wystawowego Glaspalast, którego budowa związana była ze zniszczeniem części ogrodu .
Szybki rozwój urbanistyczny miasta Monachium sprawił, że ogród botaniczny musiał zostać przeniesiony w bardziej dogodne miejsce, pozwalające na jego rozwój i rozbudowę . Przeniesienie ogrodu postulował Karl von Goebel (1855–1932), który sprawował urząd dyrektora obiektu w latach 1891–1932 . W 1909 roku rozpoczęto prace budowlane pod nowy ogród botaniczny przy Schlosspark Nymphenburg . Nowy ogród oddano do użytku w 1914 roku .
W latach 30. XX w. dawny ogród botaniczny został przebudowany na park miejski według planów Paula Ludwiga Troosta (1878–1934) . Wówczas wzniesiono fontannę Neptuna, a w miejscu dawnego pałacu wystawowego, który spłonął w 1931 roku , powstała kawiarnia z ogródkiem oraz pawilon . W trakcie II wojny światowej park został zniszczony podczas bombardowań dworca kolejowego w latach 1942–1945 . W 1949 roku odbudowano fontannę Neptuna a rok później pawilon – Kunstpavillon München . Jedynym oryginalnym elementem zachowanym z dawnego ogrodu botanicznego jest brama wejściowa we wschodniej części parku . 